# Smart Technologies
Smart Technologies er en canadisk producent af interaktive whiteboards med hovedkvarter i Calgary, Alberta. Virksomheden har siden 2016 været ejet af Foxconn. Deres interaktive whiteboards benyttes i uddannelsessektoren og i erhvervslivet.
Smart blev etableret i 1987 af mand og kone David Martin og Nancy Knowlton. I 1991 lancerede de deres første interaktive whiteboard "SMART Board".